# Haus Baurick
Haus Baurick ist ein Winzerhaus mit Nebengebäude in der Lößnitz. Es steht im Kynastweg 37 im Stadtteil Zitzschewig der sächsischen Stadt Radebeul inmitten des Denkmalschutzgebiets Historische Weinberglandschaft Radebeul, nicht weit entfernt vom ehemaligen Weingut Kynast. Haus Baurick liegt vor dem Eingang zum Rietzschkegrund. Das Gebäude trägt den Namen ehemaliger Eigentümer, so von August Baurick, der dort 1915 lebte.

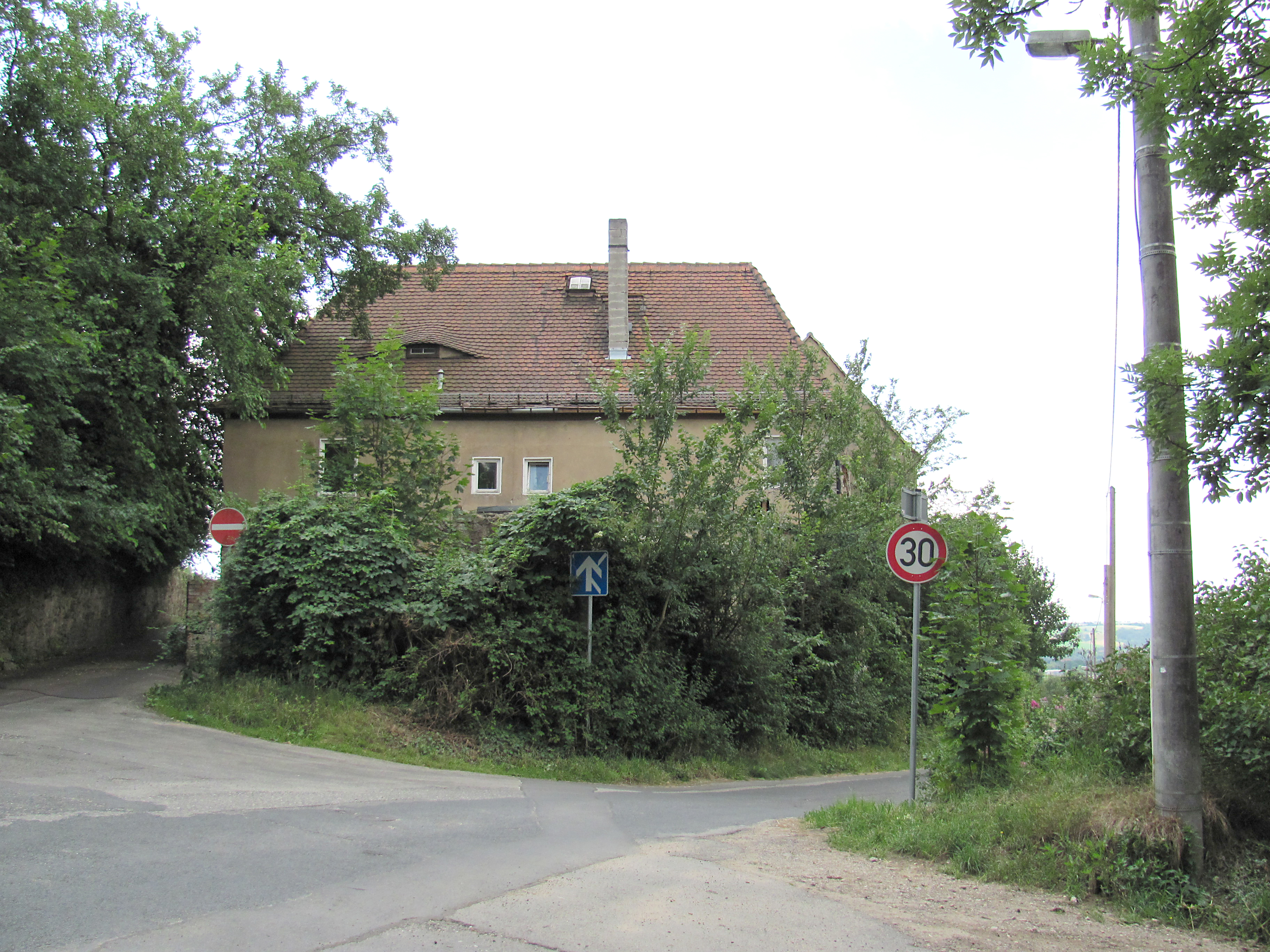
Haus Baurick, Nordostflügel (Winzerhaus). Links der Kynastweg, rechts Hausbergweg, hinter der Kamera geht es in den Rietzschkegrund.

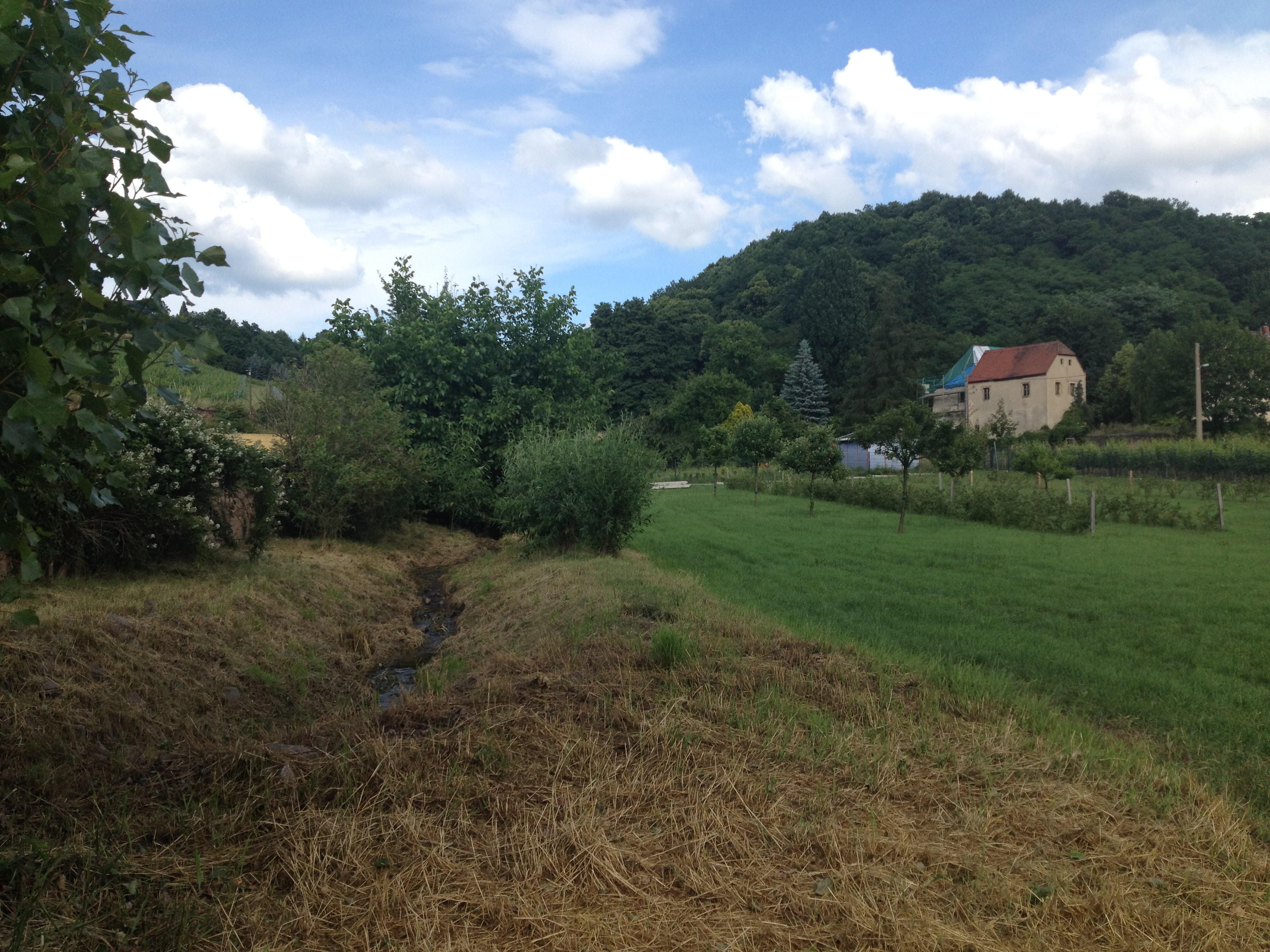
Haus Baurick von der Zufahrt zum Paulsberg (links) aus, im Vordergrund die Rietzschke

Haus Baurick ist ein „Zeugnis für den jahrhundertelangen Weinbau in der Lößnitz“ sowie „baugeschichtlich und ortsgeschichtlich von Bedeutung“.

## Beschreibung
Das mit seinem angebauten Nebengebäude einen Hakengrundriss bildende Winzerhaus liegt auf einem spitzen Eckgrundstück zum Hausbergweg. Die beiden zweigeschossigen Gebäude bilden eine unter Denkmalschutz stehende „malerische Baugruppe“.
Die in der zweiten Hälfte des 18. Jahrhunderts errichteten Gebäude mit ziegelgedecktem Walm- beziehungsweise Krüppelwalmdach sind im Obergeschoss teilweise aus Fachwerk, das wie das gesamte Bauwerk schlicht verputzt ist. Einige Fenster werden durch Sandsteingewände eingefasst. Durch das nordöstlich quer gelegene Gebäude führte eine Tordurchfahrt in den im Süden liegenden Innenhof.
Unter den Gebäuden befinden sich große tonnengewölbte Weinkeller.
Eine dendrologische Datierung im Winzerhaus ergibt das Jahr 1655.

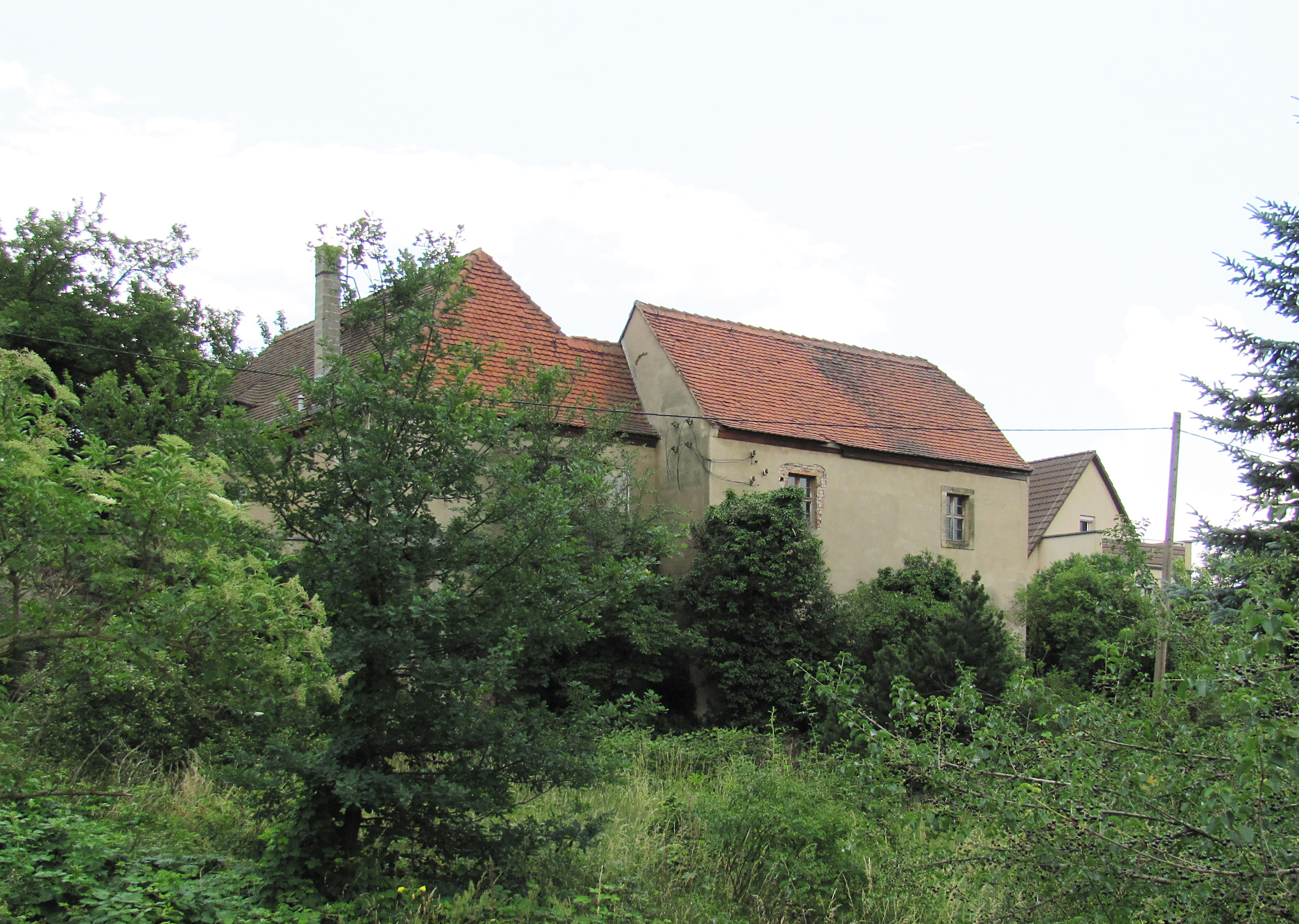
Haus Baurick von Norden (Rietzschkenberge) aus
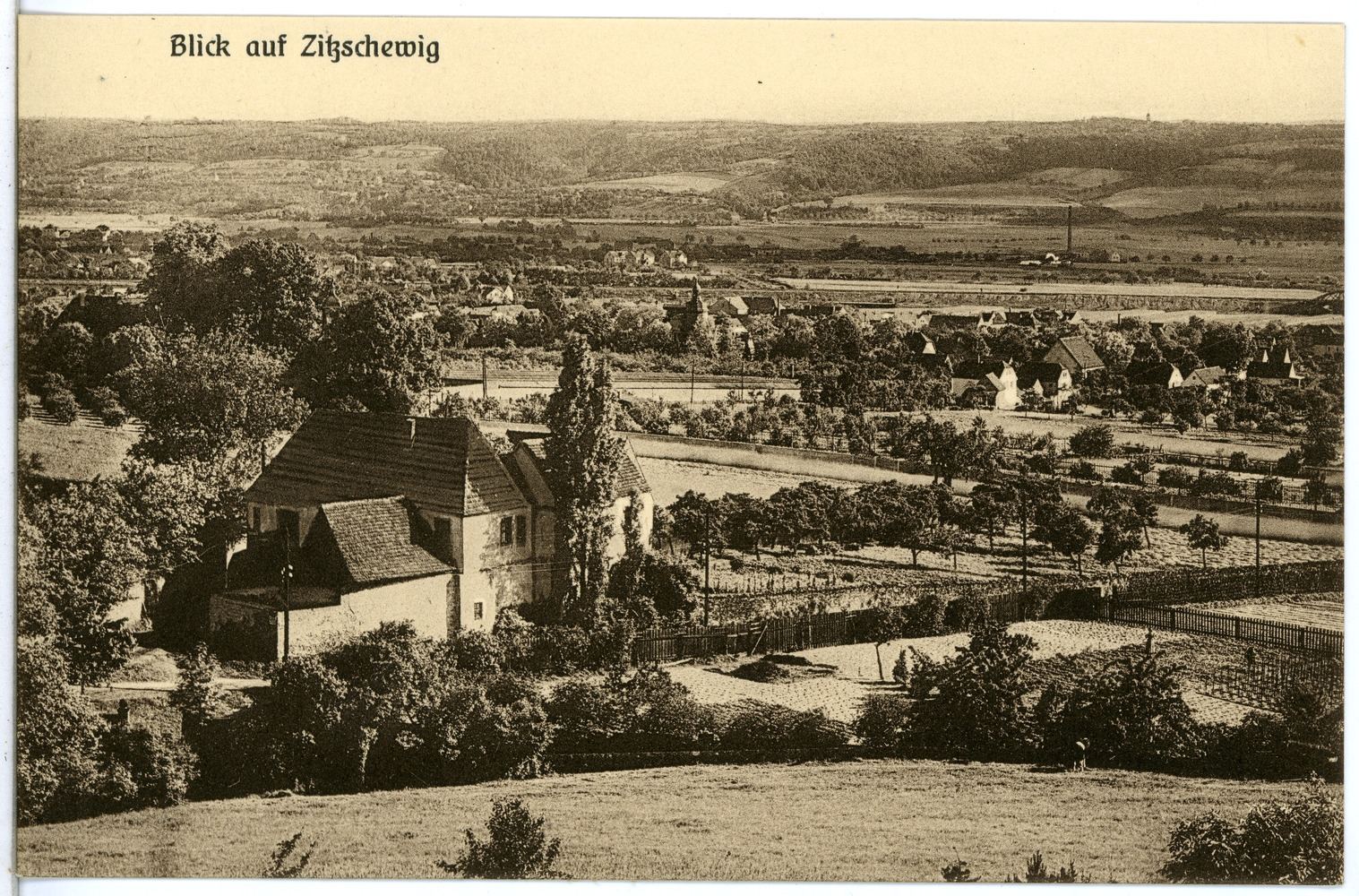
Haus Baurick von Norden aus (1926)
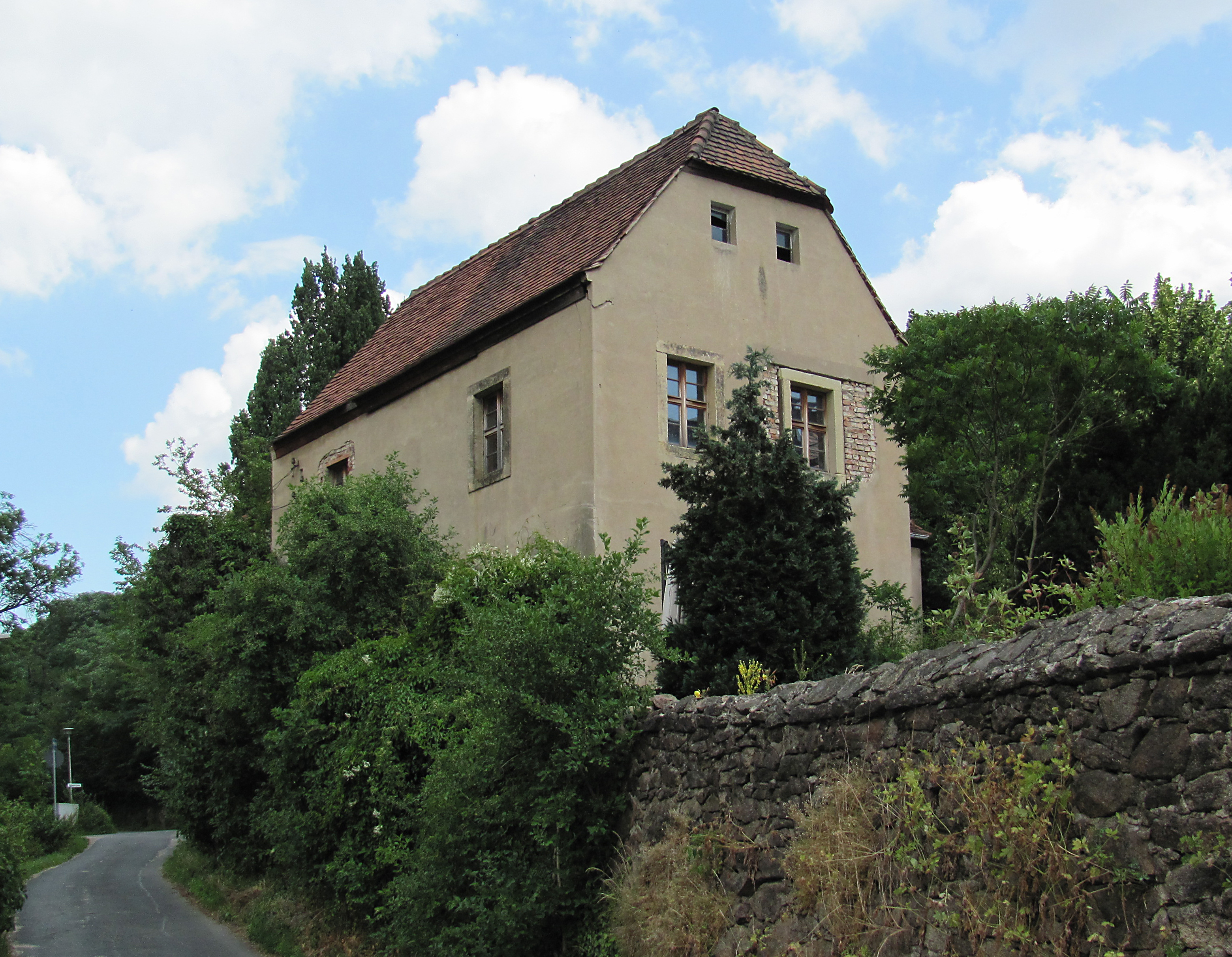
Haus Baurick, Nebengebäude
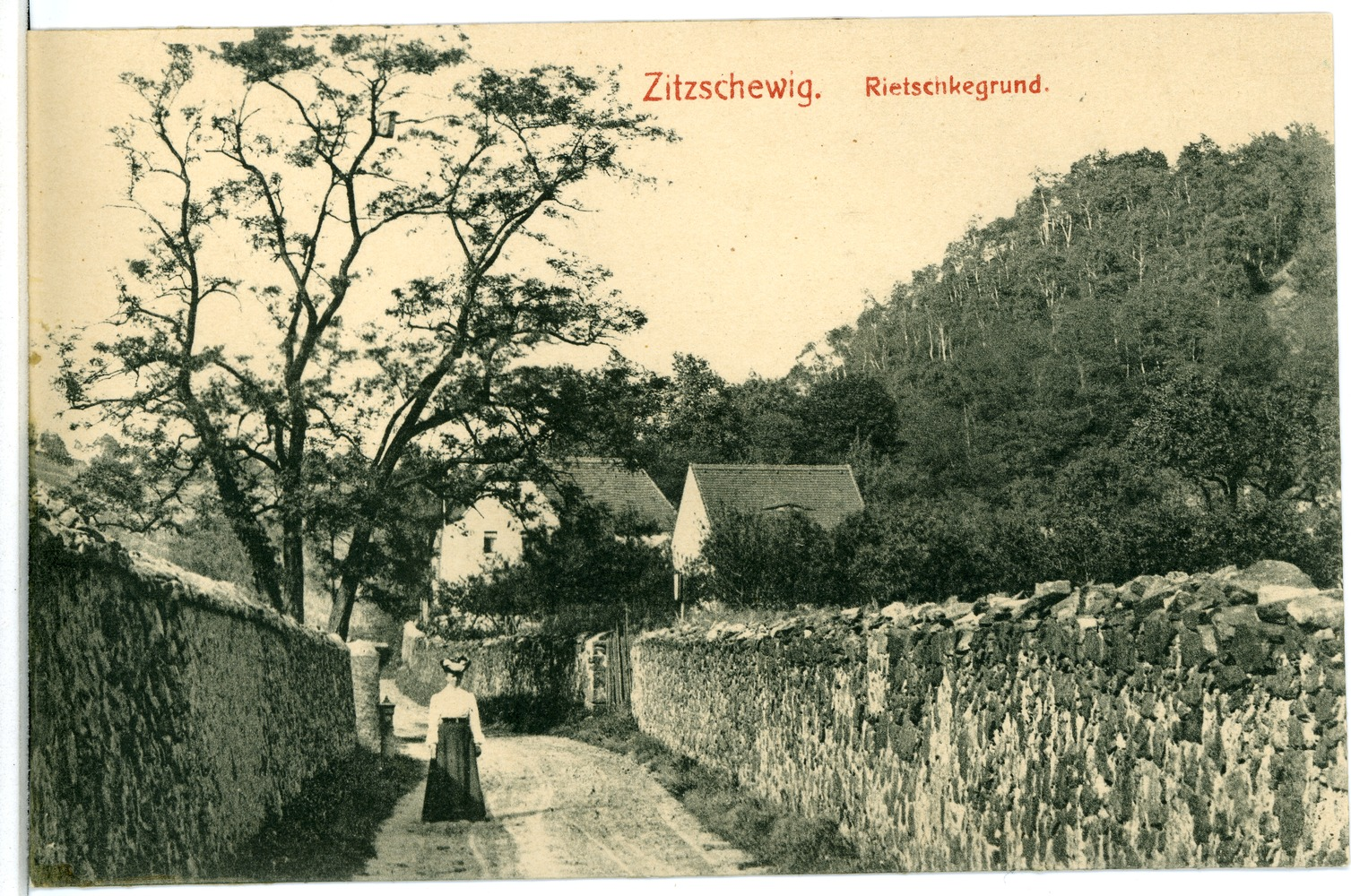
Haus Baurick, Nebengebäude und Scheune (1902). Der hier gezeigte Teil des Rietzschkegrunds heißt heute Hausbergweg